# Yvonne van Gennip
Yvonne van Gennip (Haarlem, Països Baixos 1964) és una patinadora de velocitat sobre gel neerlandesa, ja retirada, que va destacar en els Jocs Olímpics d'Hivern de 1988.

## Biografia
Va néixer l'1 de maig de 1964 a la ciutat de Haarlem, població situada a la província d'Holanda del Nord.

## Carrera esportiva
Va participar en els Jocs Olímpics d'Hivern de 1984 realitzats a Sarajevo (Iugoslàvia on finalitzà en cinquena posició en la prova dels 3.000 m., sisena en els 1.000 m. i onzena en els 1.500 metres. En els Jocs Olímpics d'Hivern de 1988 realitzats a Calgary (Canadà) aconseguí guanyar contra tot pronòstic tres medalles d'or en les proves de 1.500 m., 3.000 m. i 5.000 metres. En els Jocs Olímpics d'Hivern de 1992 realitzats a Albertville (França) finalitzà en sisena posició en la prova dels 3.000 metres i no aconseguí finalitzar la prova dels 1.500 metres a conseqüència d'una caiguda.
Al llarg de la seva carrera esportiva aconseguí guanyar tres medalles en els Campionat del Món de patinatge de velocitat, totes elles en la modalitat de combinada: la medalla de plata el 1988 i la medalla de bronze els anys 1987 i 1989. En el Campionat d'Europa de patinatge de velocitat aconseguí guanyar cinc medalles, destacant les medalles de plata aconseguides els anys 1985, 1986 i 1987.

### Rècords del món
| Distància | Resultat | Data                 | Seu        |
| --------- | -------- | -------------------- | ---------- |
| 3.000 m   | 4.16.85  | 19 de març de 1987   | Heerenveen |
| 5.000 m   | 7.20.35  | 20 de març de 1987   | Heerenveen |
| 3.000 m   | 4.11.94  | 23 de febrer de 1988 | Calgary    |
| 5.000 m   | 7.14.13  | 28 de febrer de 1988 | Calgary    |

### Rècords personals
| Distància | Resultat | Data                 | Seu        |
| --------- | -------- | -------------------- | ---------- |
| 500 m.    | 41.54    | 19 de març de 1987   | Heerenveen |
| 1.000 m.  | 1.21.21  | 12 de febrer de 1989 | Calgary    |
| 1.500 m.  | 2.00.68  | 27 de febrer de 1988 | Calgary    |
| 3.000 m.  | 4.11.94  | 23 de febrer de 1988 | Calgary    |
| 5.000 m.  | 7.14.13  | 28 de febrer de 1988 | Calgary    |
| 10.000 m  | 15.25.25 | 19 de març de 1988   | Heerenveen |